# Rana (género)
Rana é um género de anfíbio anuro pertencente à família Ranidae. Os representantes desta espécie são popularmente chamados rãs.

## Etimologia
"Rã" provém do termo latino rana.

## Lista de espécies
O género Rana contém 239 espécies. De seguida apresenta-se a lista de espécies ordenada alfabeticamente.
- Rana adenopleura Boulenger, 1909.
- Rana albotuberculata Inger, 1954.
- Rana alticola Boulenger, 1882.
- Rana amamiensis Matsui, 1994.
- Rana amurensis Boulenger, 1886.
- Rana andersonii Boulenger, 1882.
- Rana anlungensis Liu et Hu in Hu, Zhao et Liu, 1973.
- Rana archotaphus Inger et Chan-ard, 1997.
- Rana areolata Baird et Girard, 1852.
- Rana arfaki Meyer, 1875.
- Rana arvalis Nilsson, 1842.
- Rana asiatica Bedriaga, 1898.
- Rana attigua Inger, Orlov et Darevsky, 1999.
- Rana aurantiaca Boulenger, 1904.
- Rana aurata Günther, 2003.
- Rana aurora Baird et Girard, 1852.
- Rana bacboensis Bain, Lathrop, Murphy, Orlov et Ho, 2003.
- Rana banaorum Bain, Lathrop, Murphy, Orlov et Ho, 2003.
- Rana banjarana Leong et Lim, 2003.
- Rana bannanica Rao et Yang, 1997.
- Rana baramica Boettger, 1900.
- Rana bedriagae Camerano, 1882.
- Rana bergeri Günther in Engelmann, Fritzsche, Günther et Obst, 1986.
- Rana berlandieri Baird, 1859.
- Rana blairi Mecham, Littlejohn, Oldham, Brown et Brown, 1973.
- Rana boylii Baird, 1854.
- Rana brownorum Sanders, 1973.
- Rana bwana Hillis et de Sá, 1988.
- Rana caldwelli Schmidt, 1925.
- Rana camerani Boulenger, 1886.
- Rana capito LeConte, 1855.
- Rana cascadae Slater, 1939.
- Rana catesbeiana Shaw, 1802.
- Rana celebensis Peters, 1872.
- Rana cerigensis Beerli, Hotz, Tunner, Heppich et Uzzell, 1994.
- Rana chalconota Schlegel, 1837.
- Rana chaochiaoensis Liu, 1946.
- Rana chapaensis Bourret, 1937.
- Rana charlesdarwini Das, 1998.
- Rana chensinensis David, 1875.
- Rana chevronta Hu et Ye in Hu, Fei et Ye, 1978.
- Rana chichicuahutla Cuellar, Méndez-De La Cruz et Villagrán-Santa Cruz, 1996.
- Rana chiricahuensis Platz et Mecham, 1979.
- Rana chitwanensis Das, 1998.
- Rana chloronota Günther, 1876.
- Rana chosenica Okada, 1931.
- Rana clamitans Latreille in Sonnini de Manoncourt et Latreille, 1801.
- Rana cordofana Steindachner, 1867.
- Rana crassiovis Boulenger, 1920.
- Rana cretensis Beerli, Hotz, Tunner, Heppich et Uzzell, 1994.
- Rana cubitalis Smith, 1917.
- Rana curtipes Jerdon, 1854.
- Rana dabieshanensis Wang C, Qian L, Zhang C, Guo W, Pan T, Wu J, Wang H & Zhang B, 2017
- Rana daemeli Steindachner, 1868.
- Rana dalmatina Fitzinger in Bonaparte, 1839.
- Rana danieli Pillai et Chanda, 1977.
- Rana daorum Bain, Lathrop, Murphy, Orlov et Ho, 2003.
- Rana daunchina Chang, 1933.
- Rana debussyi Kampen, 1910.
- Rana demarchii Scortecci, 1929.
- Rana dunni Zweifel, 1957.
- Rana dybowskii Günther, 1876. Rana esculenta
- Rana elberti Roux, 1911.
- Rana emeljanovi Nikolskii, 1913.

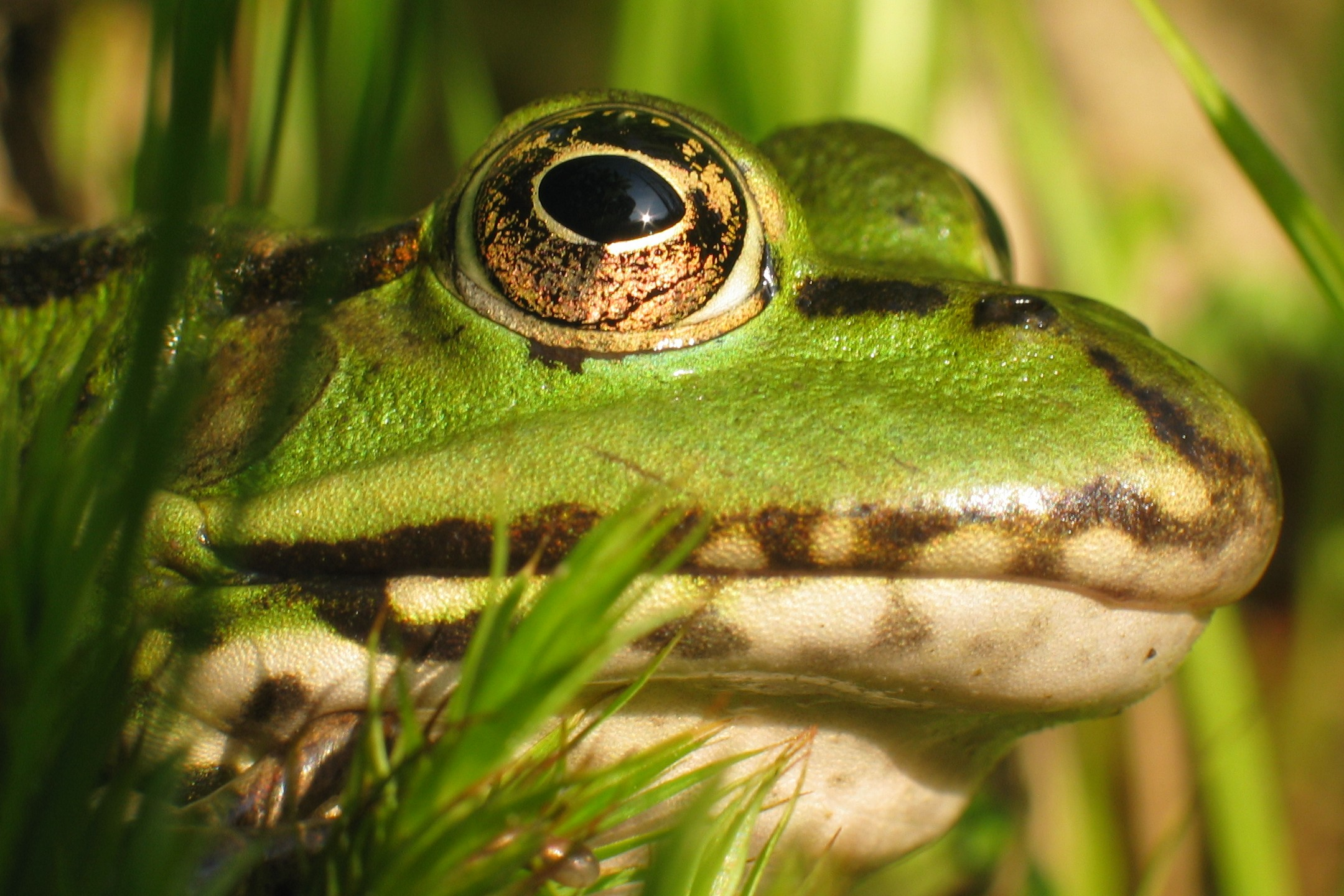
Rana esculenta

- Rana epeirotica Schneider, Sofianidou et Kyriakopoulou-Sklavounou, 1984.
- Rana erythraea Schlegel, 1837.
- Rana esculenta Linnaeus, 1758.
- Rana everetti Boulenger, 1882.
- Rana exiliversabilis Li, Ye et Fei in Fei, Ye et Li, 2001.
- Rana faber Ohler, Swan et Daltry, 2002.
- Rana fisheri Stejneger, 1893.
- Rana florensis Boulenger, 1897.
- Rana forreri Boulenger, 1883.
- Rana fukienensis Pope, 1929.
- Rana garoensis Boulenger, 1920.
- Rana garritor Menzies, 1987.
- Rana glandulosa Boulenger, 1882.
- Rana gracilis Gravenhorst, 1829.
- Rana graeca Boulenger, 1891.
- Rana grafi Crochet, Dubois, Ohler et Tunner, 1995.
- Rana grahami Boulenger, 1917.
- Rana graminea Boulenger, 1900.
- Rana grandocula Taylor, 1920.
- Rana grisea Kampen, 1913.
- Rana guentheri Boulenger, 1882.
- Rana hainanensis Fei, Ye et Li, 2001.
- Rana heckscheri Wright, 1924.
- Rana hejiangensis Deng et Yu, 1992.
- Rana hispanica Bonaparte, 1839.
- Rana hmongorum Bain, Lathrop, Murphy, Orlov et Ho, 2003.
- Rana holsti Boulenger, 1892.
- Rana holtzi Werner, 1898.
- Rana honnorati Héron-Royer, 1881.
- Rana hosii Boulenger, 1891.
- Rana huanrenensis Fei, Ye et Huang, 1991.
- Rana hubeiensis Fei et Ye, 1982.
- Rana humeralis Boulenger, 1887.
- Rana iberica Boulenger, 1879.
- Rana igorota Taylor, 1922.
- Rana ishikawae Stejneger, 1901.
- Rana italica Dubois, 1987.
- Rana japonica Boulenger, 1879.
- Rana jimiensis Tyler, 1963.
- Rana jingdongensis Fei, Ye et Li, 2001.
- Rana johni Blair, 1965.
- Rana johnsi Smith, 1921.
- Rana juliani Hillis et de Sá, 1988.
- Rana junlianensis Huang, Fei et Ye in Fei et Ye, 2001.
- Rana kampeni Boulenger, 1920.
- Rana kreffti Boulenger, 1882.
- Rana kuangwuensis Liu et Hu in Hu, Zhao et Liu, 1966.
- Rana kukunoris Nikolskii, 1918.
- Rana kunyuensis Lu et Li, 2002.
- Rana kurtmuelleri Gayda, 1940.
- Rana latastei Boulenger, 1879.
- Rana lateralis Boulenger, 1887.
- Rana laterimaculata Barbour et Noble, 1916.
- Rana latouchii Boulenger, 1899.
- Rana lemosespinali Smith et Chiszar, 2003.
- Rana leporipes Werner, 1930.
- Rana leptoglossa Cope, 1868.
- Rana lessonae Camerano, 1882.
- Rana lini Chou, 1999.
- Rana livida Blyth, 1856.
- Rana longicrus Stejneger, 1898.
- Rana luctuosa Peters, 1871.
- Rana lungshengensis Liu et Hu, 1962.
- Rana luteiventris Thompson, 1913.
- Rana luzonensis Boulenger, 1896.
- Rana macrocnemis Boulenger, 1885.
- Rana macrodactyla Günther, 1858.
- Rana macroglossa Brocchi, 1877.
- Rana macrops Boulenger, 1897.
- Rana maculata Brocchi, 1877.
- Rana magnaocularis Frost et Bagnara, 1974.
- Rana malabarica Tschudi, 1838.
- Rana mangyanum Brown et Guttman, 2002.
- Rana maosonensis Bourret, 1937.
- Rana margaretae Liu, 1950.
- Rana margariana Anderson, 1879.
- Rana megapoda Taylor, 1942.
- Rana megatympanum Bain, Lathrop, Murphy, Orlov et Ho, 2003.
- Rana melanomenta Taylor, 1920.
- Rana miadis Barbour et Loveridge, 1929.
- Rana milleti Smith, 1921.
- Rana minima Ting et T'sai, 1979.
- Rana miopus Boulenger, 1918.
- Rana moellendorffi Boettger, 1893.
- Rana moluccana Boettger, 1895.
- Rana montezumae Baird, 1854.
- Rana montivaga Smith, 1921.
- Rana morafkai Bain, Lathrop, Murphy, Orlov et Ho, 2003.
- Rana muscosa Camp, 1917.
- Rana narina Stejneger, 1901.
- Rana nasuta Li, Ye et Fei in Fei, Ye et Li, 2001.
- Rana neovolcanica Hillis et Frost, 1985.
- Rana nigrolineata Liu et Hu, 1960.
- Rana nigromaculata Hallowell, 1861.
- Rana nigrotympanica Dubois, 1992.
- Rana nigrovittata Blyth, 1856.
- Rana novaeguineae Kampen, 1909.
- Rana oatesii Boulenger, 1892.
- Rana okaloosae Moler, 1985.
- Rana okinavana Boettger, 1895.
- Rana omeimontis Ye et Fei in Ye, Fei et Hu, 1993.
- Rana omiltemana Günther, 1900.
- Rana onca Cope in Yarrow, 1875.
- Rana ornativentris Werner, 1903.
- Rana palmipes Spix, 1824.
- Rana palustris LeConte, 1825.
- Rana papua Lesson, 1827.
- Rana perezi Seoane, 1885.
- Rana persimilis Kampen, 1923.
- Rana picturata Boulenger, 1920.
- Rana pipiens Schreber, 1782.
- Rana pirica Matsui, 1991.
- Rana plancyi Lataste, 1880.
- Rana pleuraden Boulenger, 1904.
- Rana porosa Cope, 1868.
- Rana pretiosa Baird et Girard, 1853.
- Rana psaltes Kuramoto, 1985.
- Rana psilonota Webb, 2001.
- Rana pueblae Zweifel, 1955.
- Rana pustulosa Boulenger, 1883.
- Rana pyrenaica Serra-Cobo, 1993.
- Rana raniceps Peters, 1871.
- Rana ridibunda Pallas, 1771.
- Rana rugosa Temminck et Schlegel, 1838.
- Rana saharica Boulenger in Hartert, 1913.
- Rana sakuraii Matsui et Matsui, 1990.
- Rana sanguinea Boettger, 1893.
- Rana sangzhiensis Shen, 1986.
- Rana schmackeri Boettger, 1892.
- Rana scutigera Andersson, 1916.
- Rana septentrionalis Baird, 1854.
- Rana sevosa Goin et Netting, 1940.
- Rana shqiperica Hotz, Uzzell, Günther, Tunner et Heppich, 1987.
- Rana shuchinae Liu, 1950.
- Rana siberu Dring, McCarthy et Whitten, 1990.
- Rana sierramadrensis Taylor, 1939.
- Rana signata Günther, 1872.
- Rana similis Günther, 1873.
- Rana sinica Ahl, 1927.
- Rana spectabilis Hillis et Frost, 1985.
- Rana sphenocephala Cope, 1886.
- Rana spinulosa Smith, 1923.
- Rana subaquavocalis Platz, 1993.
- Rana subaspera Barbour, 1908.
- Rana supragrisea Menzies, 1987.
- Rana supranarina Matsui, 1994.
- Rana swinhoana Boulenger, 1903.
- Rana sylvatica LeConte, 1825.
- Rana tagoi Okada, 1928.
- Rana taipehensis Denburgh, 1909.
- Rana tarahumarae Boulenger, 1917.
- Rana taylori Smith, 1959.
- Rana temporalis Günther, 1864.
- Rana temporaria Linnaeus, 1758.
- Rana tenggerensis Zhao, Macey et Papenfuss, 1988.
- Rana terentievi Mezhzherin, 1992.
- Rana tiannanensis Yang et Li, 1980.
- Rana tientaiensis Chang, 1933.
- Rana tipanan Brown, McGuire et Diesmos, 2000.
- Rana tlaloci Hillis et Frost, 1985.
- Rana trankieni Orlov, Ngat et Ho, 2003.
- Rana tsushimensis Stejneger, 1907.
- Rana tytleri Theobald, 1868.
- Rana utsunomiyaorum Matsui, 1994.
- Rana vaillanti Brocchi, 1877.
- Rana varians Boulenger, 1894.
- Rana versabilis Liu et Hu, 1962.
- Rana vibicaria Cope, 1894.
- Rana virgatipes Cope, 1891.
- Rana volkerjane Günther, 2003.
- Rana warszewitschii Schmidt, 1857.
- Rana weiningensis Liu, Hu et Yang, 1962.
- Rana wuchuanensis Xu in Wu, Xu, Dong, Li et Liu, 1983.
- Rana yavapaiensis Platz et Frost, 1984.
- Rana zhengi Zhao, 1999.
- Rana zhenhaiensis Ye, Fei et Matsui, 1995.
- Rana zweifeli Hillis, Frost et Webb, 1984.